# Bavnehøj (Holbæk)
Bavnehøj är en kulle i Danmark.   Den ligger i Holbæks kommun i Region Själland, i den östra delen av landet, 60 km väster om Köpenhamn. Toppen på Bavnehøj är 61 meter över havet. Bavnehøj ligger på ön Själland.
Terrängen runt Bavnehøj är huvudsakligen platt. Närmaste större samhälle är Holbæk, 4,5 km sydost om Bavnehøj. Trakten runt Bavnehøj består till största delen av jordbruksmark.